# Dillon Battistini

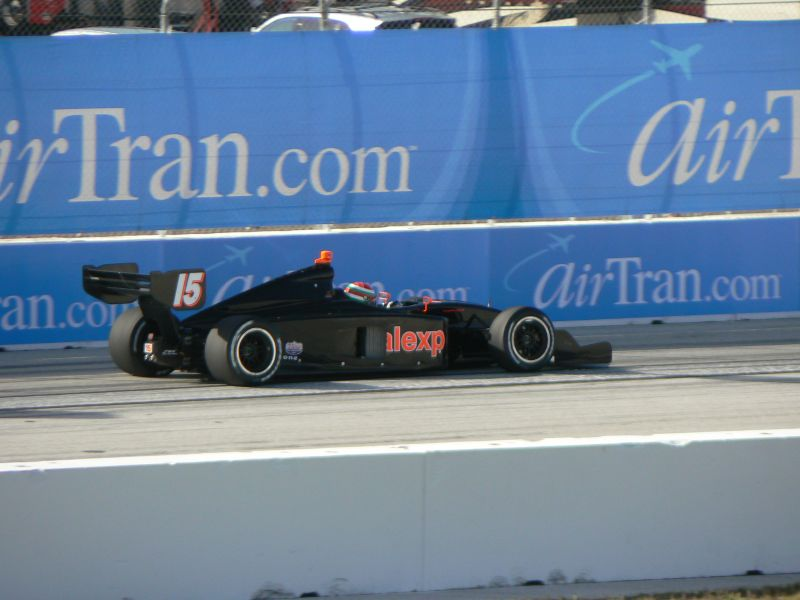
Battistini in der Indy Lights 2008

Dillon Battistini (* 3. Dezember 1977 in Ewell, Surrey) ist ein britischer Automobilrennfahrer.

## Karriere
Wie die meisten Motorsportler begann Battistini seine Karriere im Kartsport. 2000 debütierte er im Formelsport und nahm an vier Rennen der britischen Formel Renault teil. Nach einer Pause wurde er 2003 Vizemeister in der Caterham-Superlight-Meisterschaft. 2006 kehrte Battistini in den Formelsport zurück und trat in der asiatischen Formel-3-Meisterschaft an. Mit fünf Podest-Platzierungen schloss er seine erste Saison auf dem vierten Gesamtrang ab. 2007 blieb Battistini in der asiatischen Formel-3-Meisterschaft und wurde mit fünf Siegen Meister vor Henri Karjalainen.
Im Winter 2007/2008 absolvierte Battistini Testfahrten für das Champ-Car-Team Minardi Team USA. Nach der Vereinigung der Champ Car und der IndyCar Series kam es allerdings zu keinem Engagement. Battistini blieb jedoch in Nordamerika und wechselte zu Panther Racing in die Indy Lights. Er gewann gleich sein Debütrennen in Homestead, was zugleich sein erstes Ovalrennen überhaupt war. Das letzte Saisonrennen absolvierte er für das Team Moore Racing. Battistini gewann in der Saison insgesamt vier Rennen und war der Pilot mit den meisten Siegen. Dennoch reichte es nicht zum Titelgewinn und er wurde Sechster in der Meisterschaft. 2009 trat Battistini für Genoa Racing startend nur zu einem Rennen der Indy Lights an. Er schied bei dem Rennen aus und belegte den 29. Gesamtrang. 2010 nahm Battistini erneut nicht an der kompletten Saison teil. Er startete für das Team PBIR und Bryan Herta Autosport zu je einem Indy-Lights-Rennen und kam bei beiden Rennen auf dem neunten Platz ins Ziel. In der Fahrerwertung belegte er schließlich den 22. Rang.
Nachdem Battistini 2011 zunächst ohne Cockpit war, erhielt er für das zweitletzte Saisonrennen ein IndyCar-Cockpit bei Conquest Racing. Er schied in dem Rennen als 28. aus.

## Persönliches
Wie seine Mutter besitzt Dillon Battistini die britische Staatsbürgerschaft. Sein Vater ist Italiener.

## Statistik

### Karrierestationen
| - 2000: Britische Formel Renault - 2003: Caterham-Superlight-Meisterschaft (Platz 2) - 2006: Asiatische Formel 3 (Platz 4) | - 2007: Asiatische Formel 3 (Meister) - 2008: Indy Lights (Platz 6) - 2009: Indy Lights (Platz 29) | - 2010: Indy Lights (Platz 22) - 2011: IndyCar Series (Platz 46) |

### Einzelergebnisse in der IndyCar Series
| Saison | Team            | 1   | 2   | 3   | 4   | 5    | 6    | 7    | 8   | 9   | 10  | 11  | 12  | 13  | 14  | 15  | 16  | 17     | 18  | Punkte | Rang |
| ------ | --------------- | --- | --- | --- | --- | ---- | ---- | ---- | --- | --- | --- | --- | --- | --- | --- | --- | --- | ------ | --- | ------ | ---- |
| 2011   | Conquest Racing | STP | ALA | LBH | SAO | INDY | TXS1 | TXS2 | MIL | IOW | TOR | EDM | MDO | NHA | SNM | BAL | MOT | KTY 28 | LSV | 10     | 46.  |

(Legende)